# Federazione di rugby a 15 della Cina
Chinese Rugby Football Association (中国橄榄球协会T, Zhōngguó gǎnlǎnqiú xiéhuìS) è l'organismo di governo del rugby a 15 e del rugby a 7 nella Repubblica Popolare Cinese.
Istituito il 24 maggio 1996, è affiliato dal 1997 ad Asia Rugby e a World Rugby.
Ha giurisdizione su tutta la Cina continentale, inclusa Macao ma esclusa Hong Kong che ha una sua propria federazione indipendente dal 1953.
Le sue due formazioni maggiori, la maschile e la femminile a XV, competono nei due massimi campionati di categoria del continente; la squadra femminile si è laureata due volte campione asiatica, la più recente nel 2019.

## Storia
Il rugby a 15 fece il suo ingresso ufficiale in Cina il 24 maggio 1996, con l'approvazione da parte del comitato olimpico nazionale dell'istituzione ufficiale di un organismo a governo della disciplina nel Paese, che il 18 marzo 1997 fu riconosciuto e affiliato all'International Rugby Football Board e, alla fine dell'anno, anche dall'Asian Rugby Football Union.
A novembre 1997 scese per la prima volta in campo la squadra nazionale maschile che al vecchio stadio nazionale di Singapore perse 3-33 contro la squadra della città-Stato; un anno più tardi la Cina debuttò ufficialmente nel campionato asiatico, conquistando un quinto posto finale nella seconda divisione dopo aver sconfitto l'altrettanto esordiente India nella gara per evitare l'ultimo posto.
Con l'avvento degli anni duemila e l'avvio delle negoziazioni tra IRFB e Comitato Olimpico Internazionale per l'ammissione del rugby a 7 nel programma dei Giochi, la federazione cinese si adoperò per organizzare tornei di tale disciplina nel Paese e per mettere in piedi una squadra nazionale che di fatto provocò la sospensione dell'attività della squadra a XV a partire deal 2002; tuttavia lo sviluppo del XV proseguì a livello femminile e, nel 2006, le donne esordirono nel corso del campionato asiatico di categoria, riuscendo perfino a vincerlo battendo in finale le connazionali di Hong Kong.
Il rugby a 7 si propagò anche in ambito femminile e negli anni duemiladieci iniziarono ad arrivare i risultati: le cinesi vinsero il torneo Sevens ai Giochi asiatici 2014; nel 2019 giunse anche la qualificazione al torneo olimpico femminile di Tokyo, dove le cinesi si classificarono settime su 12 partecipanti.
Nel 2019 anche il XV femminile, ridisceso in campo dopo 8 anni di inattività, tornò al successo vincendo la I divisione del campionato asiatico, parte della qualificazione alla Coppa del Mondo 2021, anche se nel prosieguo del percorso verso tale manifestazione fu eliminata dal Kazakistan.
Dal 2010 la federazione si è eretta in organismo autonomo con un proprio statuto, e il suo presidente è da allora il dirigente sportivo Zhang Xiaoning, funzionario del comitato olimpico.